# Philipp Heinrich Erlebach
Philipp Heinrich Erlebach est un compositeur allemand né à Esens en Frise orientale le 25 juillet 1657 et mort à Rudolstadt le 17 avril 1714.

## Biographie
Philipp Heinrich Erlebach, né le 25 juillet 1657 à Esens en Frise orientale, a peut-être été formé à la cour locale de Frise orientale.
Il a été actif, de 1679 jusqu'à sa mort en 1714, à la cour du comte Albert Anton von Schwarzburg-Rudolstadt, sise à Rudolstadt en Thuringe,.
À une époque où les musiciens voyageaient à travers toute l'Europe, Erlebach eut ceci de particulier qu'il ne quitta jamais son pays et resta toute sa vie au service du comte Albert Anton von Schwarzburg à Rudolstadt. Il visita cependant plusieurs cours avoisinantes.
D'abord musicien et valet de chambre du comte (gräflicher Musicus und Kammerdiener), il devient en 1681 « Kapelldirector » puis « Kapellmeister ».
Il meurt le 17 avril 1714 à Rudolstadt, dans la Principauté de Schwarzbourg-Rudolstadt,.

## L'œuvre
Son œuvre est mal connue, à cause d'un incendie survenu en 1735 au château des comtes de Schwarzburg-Rudolstadt qui détruisit la collection des partitions d'Erlebach que la cour avait acquise auprès de sa veuve après sa mort.
Parmi les œuvres détruites lors de cet incendie figuraient six cycles de cantates, des histoires bibliques, des messes ainsi que plusieurs opéras et sérénades.
Les principales œuvres conservées sont les suivantes :
- 1693 : recueil d'ouvertures[1] ;
- 1694 : six sonates en trio pour violon, viole de gambe et basse continue ;
- 1697 : recueil d'arias Harmonische Freude[1] ;
- 1710 : recueil d'arias Musicalischer Freunde[1] ;
- des douzaines de cantates[1].

## Discographie
- 2001 : Zeichen in Himmel par l'ensemble Stylus Phantasticus dirigé par Friederike Heumann (CD Alpha 018)
- 2007 : Machet Die Tore Weit, œuvres de Johann Schelle, Basilius Petritz, Philipp Heinrich Erlebach, Christian August Jacobi, Christian Liebe et Johann Ernst Bessel par la Batzdorfer Hofkapelle (label cpo)
- 2008 : Die Liebe Gottes ist ausgegossen, cantates, par l'ensemble Les Amis de Philippe dirigé par Ludger Rémy
- 2021 : Lieder par l'ensemble Le Banquet céleste dirigé par Damien Guillon (CD Alpha 725)